# Караджинская бухта
Караджи́нская бу́хта (укр. Караджинська бухта, крымскотат. Qara Acı körfezi, Къара Аджы корьфези) — залив в северной части Чёрного моря. Вдаётся в Крымский полуостров — Тарханкутский полуостров — между мысами Тарханкут (на юге) и Прибойный (на севере). Название происходит от прежнего названия села Оленевка — Караджи.  

## География
Берега бухты высокие, известняковые, обрывистые (высота возрастает с востока на север с 3 до 8 м), восточный — низменный, песчано-ракушечниковый. Наибольшая глубина — 24 м. Бухта на её востоке узкой пересыпью отделяется от озёр Лиман (Караджа), Большой Кипчак и Малый Кипчак. Озеро Лиман располагается в устье балки Караджа.
На побережье бухты расположены село Оленевка, посёлок Маяк и Тарханкутский маяк.
Температура воды летом свыше +22°C, зимой +4°C; замерзает только в очень холодные зимы. Солёность до 18 ‰. 